# Ganzenberg
De Ganzenberg is een helling in de Vlaamse Ardennen gelegen nabij Schorisse in het Maarkedal in de Belgische provincie Oost-Vlaanderen. Nabij de voet van de Ganzenberg start de beklimming van de Steenberg. Op de top van de Ganzenberg rechtsaf komt Het Foreest naar boven. De Ganzenberg grenst aan natuureservaat Burreken.

## Wielrennen
De helling wordt in de Ronde van Vlaanderen afgedaald na de beklimming van Het Foreest en voor de beklimming van de Steenberg en geldt als een gevaarlijke afdaling.
De helling is als afdaling ook opgenomen in de rode lus van de recreatieve fietsroute Ronde van Vlaanderenroute.

## Afbeeldingen

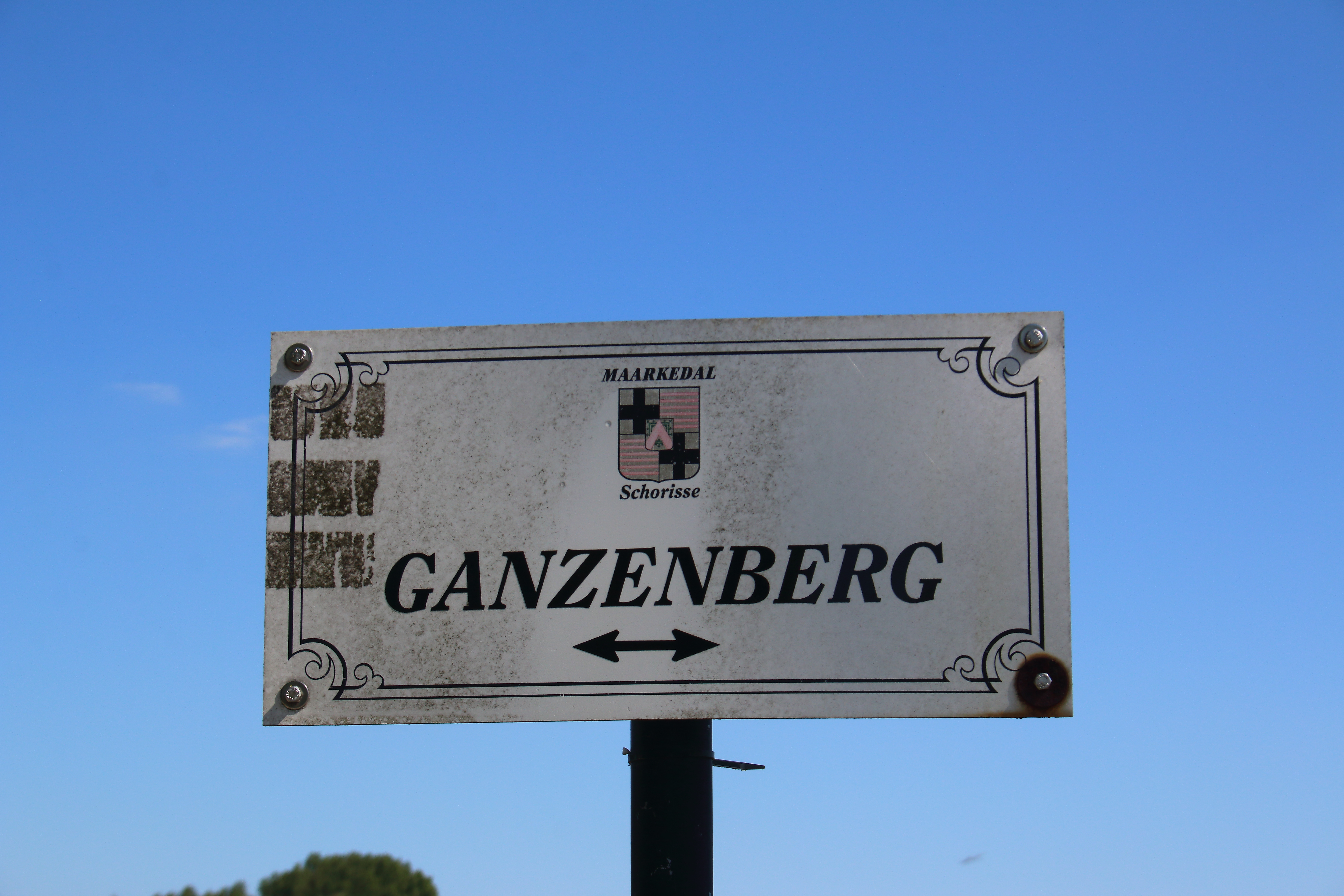
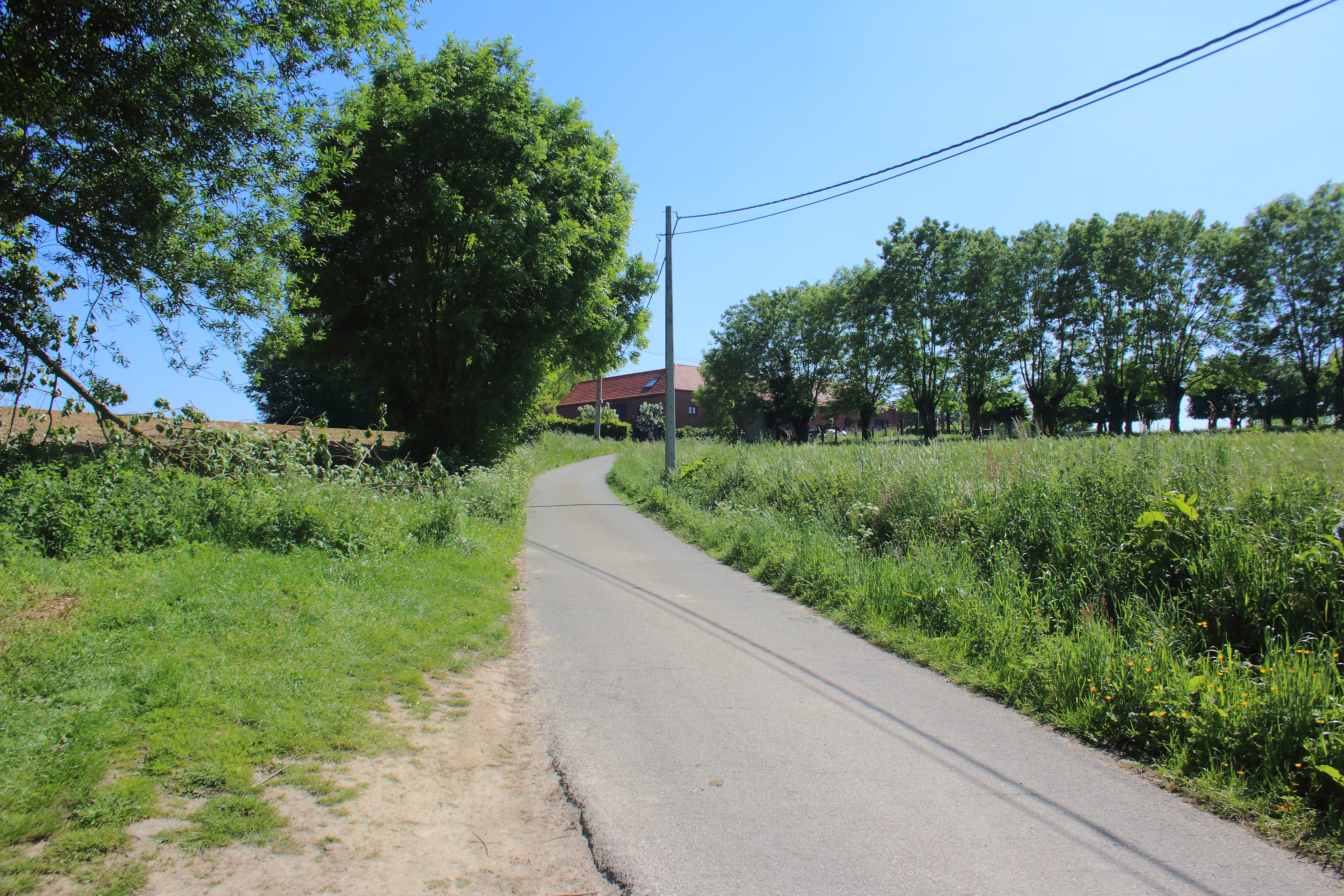